# Hôpital Saint-Luc
Pour les articles homonymes, voir Hôpital Saint-Luc (homonymie) et HSL.
L'hôpital Saint-Luc (HSL) est un hôpital de Montréal ayant existé de 1908 à 2017. Son dernier emplacement se trouvait au 1058, rue Saint-Denis, à l'intersection du boulevard René-Lévesque, dans l'arrondissement Ville-Marie. Il était nommé en l'honneur de l'apôtre Luc, saint patron des médecins dans le catholicisme. 

## Histoire
L'Hôpital Saint-Luc est fondé en 1908 par le docteur Ferdinand-Alphonse Fleury et est alors située au 88, rue Saint-Denis, dans une maison privée.  
L’établissement étant établi dans le quartier le plus pauvre de Montréal, le Dr Fleury, décide de s’impliquer dans le traitement des enfants démunis. L’Hôpital Saint-Luc se donne ainsi pour mission d’accepter, sans aucune discrimination, toute personne requérant des soins. 
En 1912, les responsables demandent la participation de la Ville de Montréal pour défrayer le salaire des dentistes. Durant les années de Grande Noirceur suivant le krach boursier de 1929, des ententes assurent qu’un certain nombre de lits soient constamment à la disposition des itinérants malades recueillis par la police et des marins, canadiens et étrangers, du port de Montréal. En échange, la ville et le gouvernement du Canada versent un certain montant pour chaque consultation ou hospitalisation. Ces nouveaux modes de coopération ont été les précurseurs des régimes universels d’accès aux soins médicaux.
L’Hôpital Saint-Luc est notamment historiquement le premier du Québec à offrir des services d’urgence 24 heures sans discrimination ethnique, linguistique ou religieuse. Les champs de spécialisation privilégiés par les fondateurs ont été l’oto-rhino-laryngologie, l’ophtalmologie, la dentisterie et la clinique antivénérienne, faisant foi de leurs préoccupations communautaires.
Avec les années, les besoins d’hospitalisation sont toutefois devenus de plus en plus criants. En 1928 est inauguré le Petit Hôpital, faisant passer la capacité d’accueil de 9 à 89 lits. Ce ne fut, par la suite, qu’un enchaînement d’agrandissements successifs, permettant à l’Hôpital Saint-Luc d’offrir un total de 814 lits lors de sa fermeture en 2017. 
Le 1er octobre 1996, l'Hôpital Saint-Luc signe le protocole d’entente qui le rattache au Centre hospitalier de l’Université de Montréal et ses deux autres hôpitaux : l'Hôtel-Dieu de Montréal et l'Hôpital Notre-Dame de Montréal. 
L'Hôpital Saint-Luc cesse ses activités le 8 octobre 2017 avec le déménagement de ses derniers patients vers le CHUM. Il est démoli à l'automne 2018.